# George Kelbel
George Kelbel (* 6. August 1992 in Hamburg) ist ein deutsch-ghanaischer Fußballspieler.

## Karriere
Kelbel spielte ab 2004 beim Hamburger SV. Ab der Saison 2010/11 war er Teil der Reservemannschaft. In der Saison 2012/13 war er Stammspieler. Am Ende dieser Saison schoss er oft das entscheidende Tor, das dem HSV zum Punktgewinn und damit zum Klassenerhalt verhalf. Trotzdem erhielt er keinen neuen Vertrag. Nachdem er drei Monate vereinslos gewesen war, wurde er im Oktober 2013 vom Drittligisten Holstein Kiel unter Vertrag genommen. Dort konnte er sich jedoch nicht durchsetzen und stand 2013/14 kein einziges Mal in der Drittliga-Startelf. Am 30. Juni 2014 lief sein Vertrag aus und er wechselte zum Regionalligisten Goslarer SC 08. Dort erzielte er in der Saison 2014/15 zehn Tore. Zur Saison 2015/16 wechselte Kelbel zum Berliner AK, den er aber bereits zur Winterpause wieder in Richtung Regionalliga Nord zum TSV Havelse verließ.
In der Saison 2016/17 spielte Kelbel für den Lüneburger SK Hansa und die Spielzeit 2017/18 verbrachte Kelbel bei der TSG Neustrelitz. Zur Saison 2018/19 schloss sich Kelbel dem Drittliga-Absteiger Rot-Weiß Erfurt an. Hier stand er eine Saison unter Vertrag. Bis Ende 2019 war er vertrags- und vereinslos. Anfang 2020 ging er nach Asien. Hier unterschrieb er in Thailand einen Vertrag beim Raj-Pracha FC. Der Verein aus der Hauptstadt Bangkok spielte in der Western Region der dritten Liga. Am 1. September 2020 wechselte er bis Saisonende zum ebenfalls in der dritten Liga spielenden Krabi FC nach Krabi. Für Krabi absolvierte er 17 Drittligaspiele und wurde mit 15 Toren auch Torschützenkönig der Southern Region.
Am 1. Juli 2021 kehrte er nach Deutschland zurück. Hier schloss er sich dem Regionalligisten FC Teutonia 05 Ottensen aus dem Hamburger Stadtteil Ottensen an. Nach einer Spielzeit verließ er den Verein wieder und wechselte im Sommer 2022 zum Landesligisten ETSV Hamburg. Auch dort blieb er nur ein Jahr und ging dann weiter zum Klub Kosova Hamburg in die Bezirksliga Süd.

## Auszeichnungen
Thai League 3 (Southern Region)
- Torschützenkönig: 2021 (15 Tore)